# Final de la Copa de Campeones de Europa 1981-82
La final de la Copa de Campeones de Europa 1981-82 fue un partido de fútbol disputado entre el Aston Villa y el Bayern de Múnich para definir al campeón de la vigesimoséptima versión de la Copa de Campeones de Europa. El encuentro se desarrolló el 26 de mayo de 1982 en el estadio De Kuip y tuvo como vencedor al Aston Villa, equipo debutante en la competición, por 1-0.
Ambos clubes superaron cuatro rondas con partidos de ida y vuelta para llegar a la final. Bayern Múnich, tricampeón durante la década de 1970, superó al Östers IF, al Benfica, al Universitatea Craiova y al CSKA Sofía en las rondas previas sin demasiados problemas, con la excepción de la ida con el Sofía que acabó con una derrota 3-4 en Bulgaria. El Villa, con un plantel más reducido, y con excepción de la primera eliminatoria contra el Valur, disputó llaves más cerradas para llegar a la definición por el título. Además de los islandeses, derrotó al Dinamo de Berlín, al Dinamo de Kiev y al R. S. C. Anderlecht.
El encuentro fue dominado principalmente por el Bayern, que tuvo claras opciones por medio de Rummenigge, Hoeneß, Augenthaler y Dürnberger. Sin embargo, la imprecisión de los jugadores y el buen juego del portero Nigel Spink, que entró en reemplazo de un lesionado Jimmy Rimmer al inicio del partido, impidieron que el cuadro bávaro se pusiera por delante. A los 66 minutos, y luego de constantes ataques alemanes, una combinación entre Gary Shaw y Tony Morley permitió al último entregar un centro rasante que solo tuvo que empujar Peter Withe para anotar el único gol del compromiso.
La inesperada victoria del Aston Villa continuó la hegemonía de los clubes ingleses en la competición, que llevaban ganando desde 1977. Además, resultó en su primer título internacional. El técnico Tony Barton, que había asumido su cargo cincuenta y seis días antes en reemplazo de Ron Saunders, se unió a Bob Paisley y Brian Clough como uno de los tres entrenadores ingleses que habían obtenido el máximo torneo europeo de clubes hasta ese momento.

## Camino a la final

### Aston Villa
El Aston Villa llegó como el campeón de la First Division 1980-81, con lo que terminó con una sequía de títulos de liga de más de setenta años. Sin embargo, inició la temporada con dos derrotas consecutivas y una racha de seis empates tras vencer en el entretanto al Tottenham Hotspur. Debutó en la Copa de Europa el 16 de septiembre de 1981 contra el Valur Reykjavík de Islandia, equipo al que goleó por 5-0 de local con dobletes de Peter Withe y Terry Donovan. Dos semanas después selló la llave tras ganar en el estadio Laugardalsvöllur por 2-0 con dos goles de Gary Shaw, que volvió de una lesión en el pie durante la pretemporada.
En la segunda ronda enfrentó al Dinamo de Berlín, club más experimentado que el Valur. La ida, disputada en Alemania Oriental el 21 de octubre, tuvo un sorpresivo gol a los cinco minutos por parte de Tony Morley para el Villa, que anotó de volea tras un cabezazo de Shaw. Tras ello, el equipo alemán controló las acciones y consiguió el empate gracias a Hans-Jürgen Riediger al principio del segundo tiempo. El Dinamo tuvo la opción de ganar tras un penal de Ivor Linton, pero Artur Ullrich estrelló su tiro en el poste y el portero Jimmy Rimmer consiguió desviar su segundo disparo con el pie. A cinco minutos del final, y tras un córner, Morley recibió el balón y corrió desde su propio campo hasta llegar a la entrada del área rival, donde remató para adelantar al Villa y poner el 2-1 definitivo. El encuentro de vuelta en Villa Park tuvo a un Dinamo de Berlín completamente enfocado en revertir rápido el marcador negativo en Alemania, hecho que consiguieron de manera temprana con un gol de Frank Terletzki a los quince minutos. Al igual que en la ida, Rimmer resultó vital para sostener el resultado y conseguir el paso a los cuartos de final a pesar de la derrota gracias al gol de visitante.

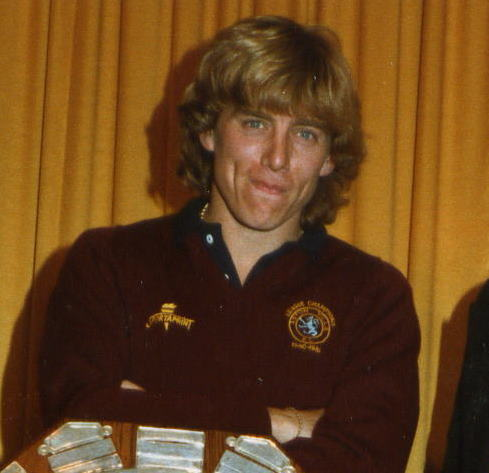
Un solitario gol de Tony Morley ante el R. S. C. Anderlecht en el Villa Park permitió al club de Birmingham llegar por primera vez en su historia a una final continental.

La siguiente ronda se disputó en marzo del próximo año y para entonces ya había sido despedido Ron Saunders por discrepancias contractuales con la dirigencia. En su reemplazo asumió su asistente, Tony Barton, que tuvo que enfrentar al Dinamo de Kiev para acceder a semifinales. La ida se disputó el 3 de marzo de 1982 en Simferópol, a 300 millas del estadio del Dinamo, congelado en esa época del año, y con un equipo soviético falto de ritmo debido a estar tres meses sin encuentros oficiales. Esto quedó de manifiesto en un juego a primer toque inteligente, pero que apenas inquietó al Villa, satisfecho con regresar a casa sin goles en contra ni a favor. Dos semanas más tarde, 40 000 espectadores presenciaron el triunfo por 2-0 del equipo inglés gracias a los goles de Shaw y un cabezazo de Ken McNaught tras córner de Gordon Cowans, con lo que definieron su paso a las semifinales de la competencia.
El Anderlecht de Bélgica, su rival en semifinales, había ganado dos Recopa de Europa y dos Supercopa de la UEFA en los últimos seis años, por lo que era un equipo más consolidado en el continente en ese momento. A pesar del favoritismo previo, el técnico Tomislav Ivić decidió asumir una estrategia conservadora en Inglaterra y jugó con una línea de seis defensores al fondo, que finalmente no evitaron que Tony Morley anotara el único tanto a los 27 minutos del primer tiempo. La vuelta se jugó el 21 de abril en el estadio Emile Versé y quedó marcada por los disturbios. Hinchas de ambos equipos se enfrentaron en las gradas y debido a la invasión al campo de algunos fanáticos ingleses el juego tuvo que ser suspendido por siete minutos. La trifulca dejó un saldo de veintisiete detenidos y veinte heridos. El partido fue reanudado y terminó empatado 0-0, con lo que el Villa consiguió clasificar a la final continental. El Anderlecht denunció los sucesos a la UEFA y pidió la repetición del encuentro, sin embargo, la entidad decretó una multa de 14 500 libras esterlinas para el club inglés y la disputa de su siguiente compromiso de local por competencias europeas a puertas cerradas, hecho que se consumó en la siguiente Copa de Europa en su victoria por 3-1 ante el Beşiktaş en primera ronda.
| Fecha                                                                                            | Fase                     | Estadio                                 | Local               | Resultado | Visitante           |
| ------------------------------------------------------------------------------------------------ | ------------------------ | --------------------------------------- | ------------------- | --------- | ------------------- |
| 16 de septiembre de 1981                                                                         | Primera ronda Llave 4    | Villa Park, Birmingham                  | Aston Villa         | 5–0       | Valur Reykjavík     |
| 30 de septiembre de 1981                                                                         | Primera ronda Llave 4    | Laugardalsvöllur, Reikiavik             | Valur               | 0–2       | Aston Villa         |
| Aston Villa clasificó a segunda ronda con un global de 7-0.                                      |                          |                                         |                     |           |                     |
| 21 de octubre de 1981                                                                            | Segunda ronda Llave 2    | Friedrich-Ludwig-Jahn-Sportpark, Berlín | Dinamo de Berlín    | 1-2       | Aston Villa         |
| 4 de noviembre de 1981                                                                           | Segunda ronda Llave 2    | Villa Park, Birmingham                  | Aston Villa         | 0-1       | Dinamo de Berlín    |
| Aston Villa clasificó a cuartos de final con un global de 2-2 por la regla del gol de visitante. |                          |                                         |                     |           |                     |
| 3 de marzo de 1982                                                                               | Cuartos de final Llave 1 | Estadio Lokomotiv, Simferópol           | Dinamo de Kiev      | 0-0       | Aston Villa         |
| 17 de marzo de 1982                                                                              | Cuartos de final Llave 1 | Villa Park, Birmingham                  | Aston Villa         | 2-0       | Dinamo de Kiev      |
| Aston Villa clasificó a semifinales con un global de 2-0.                                        |                          |                                         |                     |           |                     |
| 7 de abril de 1982                                                                               | Semifinales Llave 1      | Villa Park, Birmingham                  | Aston Villa         | 1-0       | R. S. C. Anderlecht |
| 21 de abril de 1982                                                                              | Semifinales Llave 1      | Estadio Emile Versé, Anderlecht         | R. S. C. Anderlecht | 0-0       | Aston Villa         |
| Aston Villa clasificó a la final con un global de 1-0.                                           |                          |                                         |                     |           |                     |

|  |                        |
|  | Triunfo de Aston Villa |
|  | Empate.                |
|  | Derrota de Aston Villa |

### Bayern de Múnich

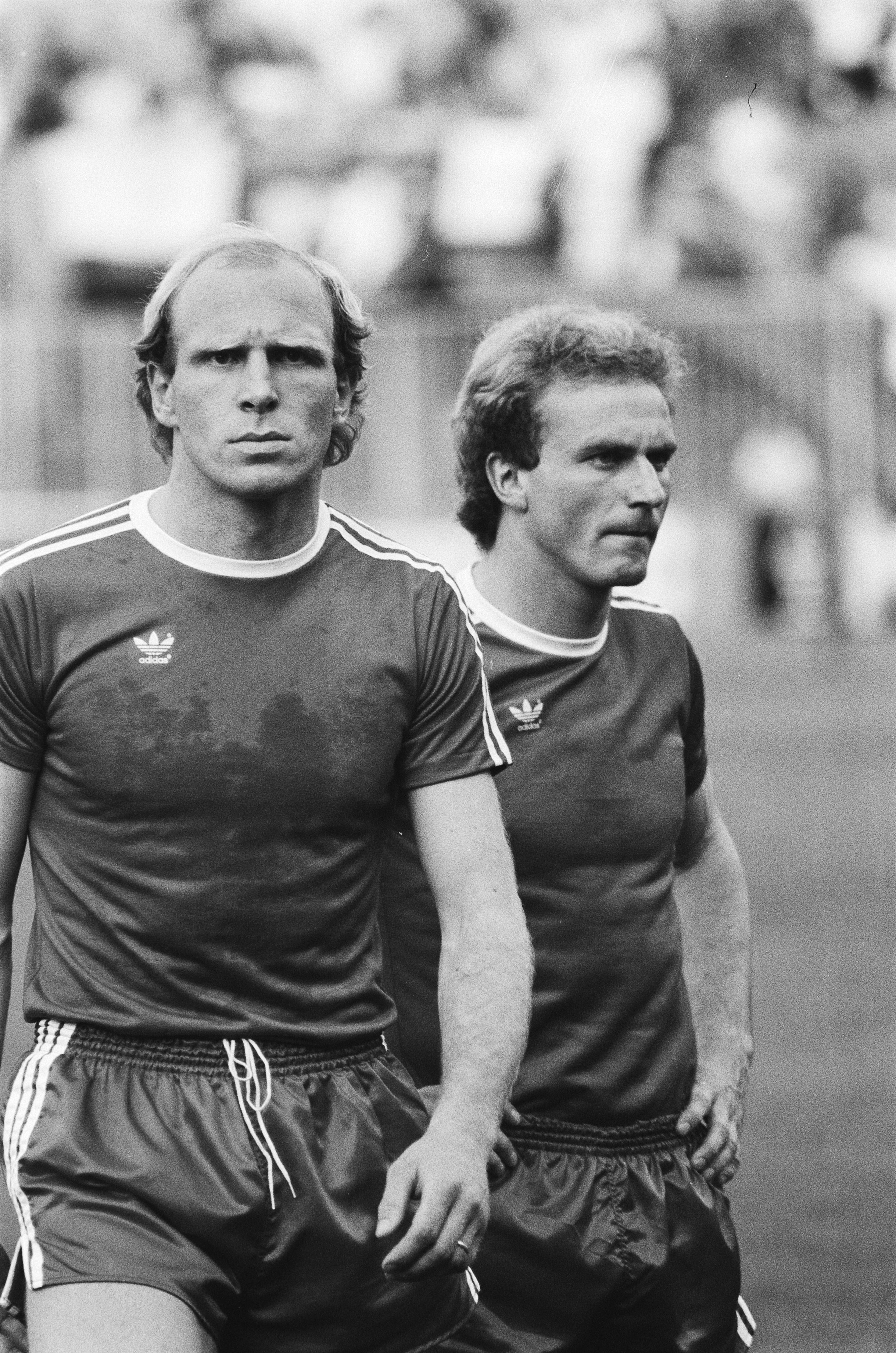
La dupla en delantera de Dieter Hoeneß (a la izquierda) y de Karl-Heinz Rummenigge (a la derecha) convirtió trece goles en el torneo, con lo que fueron los máximos anotadores esa temporada. Su contribución resultó vital para que Bayern lograra llegar a la cuarta final de su historia tras el tricampeonato que logró durante la década de 1970.

Bayern clasificó al torneo como bicampeón de la Bundesliga tras sus triunfos en las temporadas 1979-80 y 1980-81. En primera ronda enfrentó al Östers IF, equipo semiprofesional sueco que pasaba por la mejor época de su historia deportiva y que participaba por tercera vez en la competencia. Comandados por los hermanos Ravelli (Thomas y Andreas), en Växjö, el club sueco consiguió defenderse durante gran parte del partido ante la delantera bávara, hasta que a los 75 minutos un penal a Wolfgang Dremmler fue convertido en gol por Karl-Heinz Rummenigge, ganador del Balón de Oro la temporada anterior. El encuentro de vuelta en Alemania resultó con una cómoda victoria de 5-0 para los locales, con dobletes de Dieter Hoeneß y Rummenigge, además de un tanto de Kurt Niedermayer que selló la clasificación a la siguiente ronda por un global de 6-0.
Benfica fue el rival en segunda ronda, en una llave entre equipos campeones del torneo. Existían grandes expectativas del cruce, pero el encuentro de ida en Lisboa, que contó con unos 60 000 hinchas, terminó en un empate 0-0 en el que lo más relevante fue el gol anulado a Reinaldo por falta sobre Walter Junghans. La igualdad era beneficiosa para el Bayern, que solo tuvo que confirmar su ventaja relativa de local, hecho que logró gracias a un triplete del mediocampista Dieter Hoeneß y un gol de Paul Breitner. El descuento de Nené para los portugueses sirvió para maquillar la goleada y el definitivo 4-1 que cerró el resultado global.
En cuartos de final enfrentó al Universitatea Craiova, equipo que llegó por primera vez a esta instancia y pasaba por su mejor momento. Sin embargo, en el estadio Ion Oblemenco y con unos 40 000 fanáticos, los rumanos no lograron capitalizar una ventaja para llegar de mejor manera a la definición en Alemania. De hecho, recibieron dos goles bastante pronto, por parte de Breitner a los siete y de Rummenigge trece minutos después, que prácticamente sentenciaron el encuentro y la posible clasificación. El 17 de marzo de 1982, Bayern aseguró su acceso a las semifinales con un empate 1-1 de local. El cotejo fue controlado por el club alemán sin muchos problemas gracias al tanto a los veintiocho minutos del primer tiempo de Hoeneß. Craiova, eso sí, consiguió el empate solo tres minutos después gracias a un zapatazo de fuera del área de Ion Geolgău. Minutos antes de los dos goles, el goleador Rummenigge tuvo que ser reemplazado tras un choque con el portero rumano Gabriel Boldici.
El 7 de abril, CSKA Sofía y Bayern disputaron el primer partido por las semifinales de la Copa de Europa. El equipo búlgaro llegó a esta instancia tras superar primero a la Real Sociedad de España, al Glentoran norirlandés y al campeón de la edición pasada del torneo, el Liverpool, luego de empatar la serie de locales y forzar una prórroga que finalmente ganaron con un tanto de Stoycho Mladenov al minuto 102. La ida se jugó en el estadio Vasil Levski y tuvo muchos goles. El Sofía se lanzó al ataque desde los primeros compases del encuentro y rápidamente doblegó la defensa alemana con un cabezazo de su capitán, Georgi Dimitrov, a los siete minutos. Tsvetan Yonchev convirtió el segundo con un tiro libre y Radoslav Zdravkov marcó el tercero de penal a los dieciocho. El arrollador inicio resultó sorpresivo incluso para los 70 000 hinchas que estaban en ese momento en el recinto. Sin embargo, Bayern consiguió reponerse del golpe y logró recortar la distancia con anotaciones de Bernd Dürnberger a los veintisiete y de su goleador Dieter Hoeneß a los treinta y dos minutos del primer tiempo. En la segunda manga el CSKA aumentó la distancia con la segunda anotación de Yontchev a solo cuatro minutos de iniciar, pero los alemanes consiguieron otro descuento por medio de su capitán, Paul Breitner, que dejó el marcador 4-3 a favor de los búlgaros. Dos semanas después, el juego definitorio fue absolutamente dominado por el club bávaro. El CSKA intentó aguantar su ventaja obtenida de local, cosa que consiguió hasta que Breitner abrió el marcador casi al final del primer tiempo. Solo dos minutos de iniciada la segunda parte, el mismo Breitner convirtió de penal el segundo tanto y adelantó en la llave al Bayern. Finalmente, dos tantos de Rummenigge sellaron la clasificación a la final con un marcador global de 7-4 a favor.
| Fecha                                                               | Fase                     | Estadio                              | Local                 | Resultado | Visitante             |
| ------------------------------------------------------------------- | ------------------------ | ------------------------------------ | --------------------- | --------- | --------------------- |
| 16 de septiembre de 1981                                            | Primera ronda Llave 16   | Värendsvallen, Växjö                 | Östers IF             | 0–1       | Bayern de Múnich      |
| 30 de septiembre de 1981                                            | Primera ronda Llave 16   | Olímpico de Múnich, Múnich           | Bayern de Múnich      | 5–0       | Östers IF             |
| Bayern de Múnich clasificó a segunda ronda con un global de 6-0.    |                          |                                      |                       |           |                       |
| 21 de octubre de 1981                                               | Segunda ronda Llave 8    | Estádio da Luz, Lisboa               | Benfica               | 0-0       | Bayern de Múnich      |
| 4 de noviembre de 1981                                              | Segunda ronda Llave 8    | Olímpico de Múnich, Múnich           | Bayern de Múnich      | 4-1       | Benfica               |
| Bayern de Múnich clasificó a cuartos de final con un global de 4-1. |                          |                                      |                       |           |                       |
| 3 de marzo de 1982                                                  | Cuartos de final Llave 4 | Estadio Ion Oblemenco, Craiova       | Universitatea Craiova | 0-2       | Bayern de Múnich      |
| 17 de marzo de 1982                                                 | Cuartos de final Llave 4 | Olímpico de Múnich, Múnich           | Bayern de Múnich      | 1-1       | Universitatea Craiova |
| Bayern de Múnich clasificó a semifinales con un global de 3-1.      |                          |                                      |                       |           |                       |
| 7 de abril de 1982                                                  | Semifinales Llave 2      | Estadio Nacional Vasil Levski, Sofía | CSKA Sofía            | 4-3       | Bayern de Múnich      |
| 21 de abril de 1982                                                 | Semifinales Llave 2      | Olímpico de Múnich, Múnich           | Bayern de Múnich      | 4-0       | CSKA Sofía            |
| Aston Villa clasificó a la final con un global de 7-4.              |                          |                                      |                       |           |                       |

|  |                             |
|  | Triunfo de Bayern de Múnich |
|  | Empate.                     |
|  | Derrota de Bayern de Múnich |

## Partido

### Previa

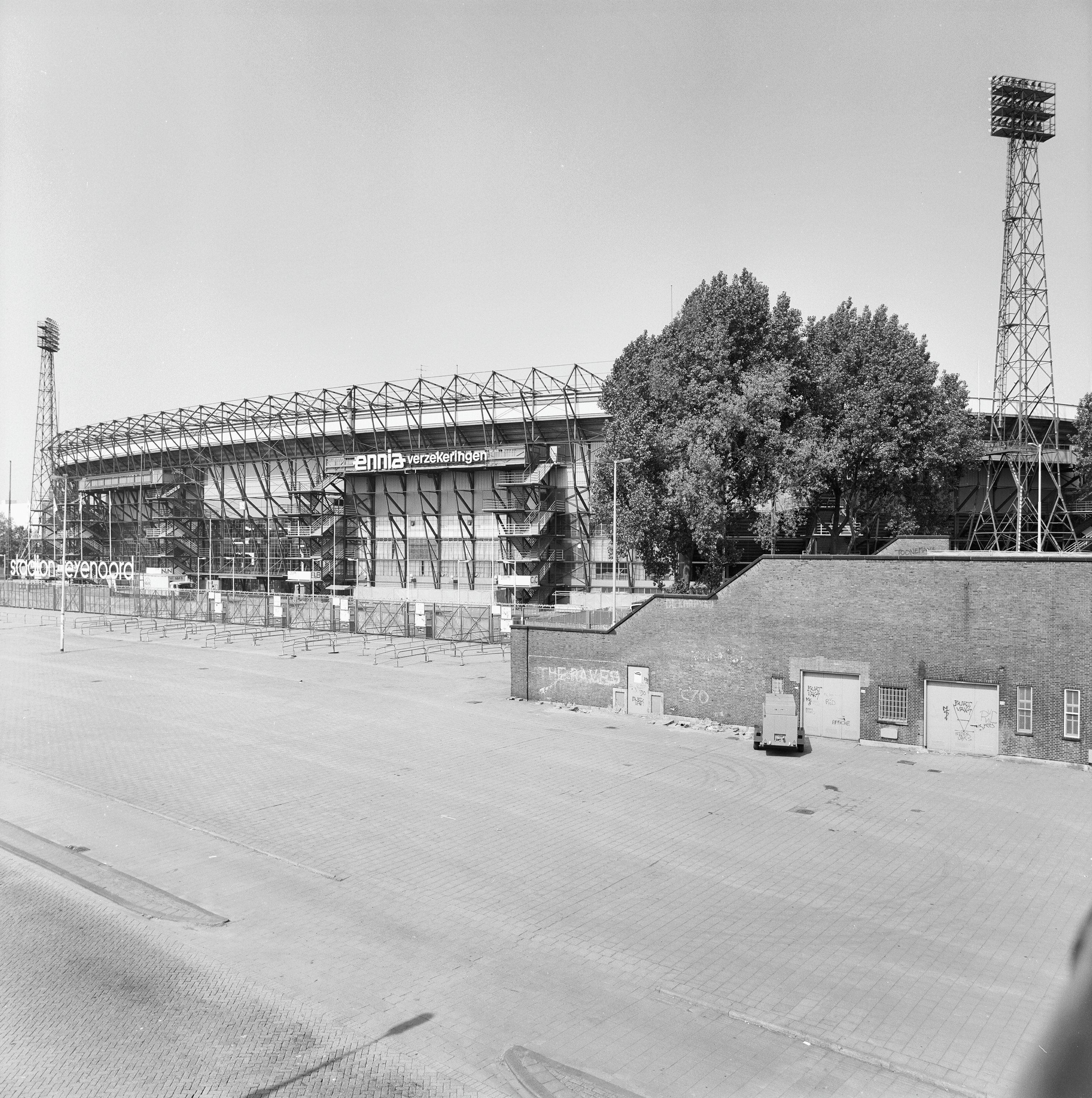
Foto desde fuera del estadio De Kuip en julio de 1982. El recinto deportivo recibió por segunda vez la final de la Copa de Campeones de Europa luego de la versión de 1972, ganada por el Ajax de Ámsterdam al Inter de Milán por 2-0.

Para el Aston Villa esta era su primera participación en un torneo internacional, ya que gran parte de sus torneos locales los había conseguido antes de la creación de las competencias continentales europeas. Anterior a la disputa de la final, el club había tenido una temporada complicada, marcada por el plantel reducido que ocupó a pesar de competir en cuatro torneos diferentes. A esto se sumó los conflictos que tuvo el técnico Ron Saunders con la dirigencia, que lo llevaron a finalmente dejar la institución en febrero de 1982 y firmar con el equipo rival de la ciudad, el Birmingham City. Con la resolución de la liga y la Copa de Europa cerca, firmó en su reemplazo su asistente, Tony Barton.
El equipo, a diferencia de la temporada anterior, no logró un buen desempeño en el plano local y llegó a la final europea sin opciones de título en las demás competiciones. En la FA Cup alcanzó los octavos de final tras caer por 1-0 ante el Tottenham Hotspur, mismo club con el que empató 2-2 en la definición de la Charity Shield 1981, mientras que en la Copa de la Liga perdió en cuartos de final contra el West Bromwich Albion por 1-0. En la First Division estuvo durante gran parte de la temporada en la mitad de la tabla, y tras perder 2-1 contra el Everton y ganar por 3-0 al Swansea City en las dos últimas fechas, llegó a la definición contra los alemanes undécimo, con treinta puntos menos que los obtenidos por el Liverpool campeón.
Bayern Múnich participaba por octava ocasión en el torneo, el cual ganó tres veces de manera consecutiva los años 1974, 1975 y 1976. El equipo alemán contaba con un plantel consolidado, pero que todavía buscaba reemplazar adecuadamente las figuras de Sepp Maier, Uli Hoeneß, Franz Beckenbauer o Gerd Müller, estandartes durante la década de 1970. Resaltaba su dupla en delantera: Karl-Heinz Rummenigge, canterano ya consolidado y ganador del Balón de Oro el año anterior, y de Dieter Hoeneß, que llegó al plantel el año 1979 desde el Stuttgart y que era el máximo goleador en la presente campaña. A ellos se sumaba su capitán Paul Breitner, que tras pasar por el Real Madrid y el Eintracht Brunswick regresó al Bayern en 1978 para comandar la renovación del plantel.
Bayern, a diferencia del equipo inglés, tuvo una exitosa campaña en el plano local durante la temporada y hasta principios de mayo tenía serias opciones de conseguir un triplete de liga, copa local y Copa de Europa. El 1 de mayo ganó la DFB-Pokal 1982 tras vencer al F. C. Núremberg por 4-2. La final es recordada por la remontada del Bayern (que comenzó perdiendo 2-0 en el primer tiempo) y por el último gol anotado por Dieter Hoeneß, que había sufrido un corte en la cabeza por un choque con Alois Reinhardt al principio del encuentro y había tenido que jugar con un vendaje. En la Bundesliga todavía tenía opciones de levantar el trofeo, aunque dependía de que Hamburgo y Colonia perdieran puntos en las últimas fechas y Bayern asegurara los suyos. Sin embargo, el 15 de mayo sufrió una dura derrota por 3-0 contra el Borussia Mönchengladbach que prácticamente lo dejó fuera de la lucha.
Ambos equipos contaron con sus planteles titulares y tuvieron victorias en sus ligas en la previa. El Villa llegó a Róterdam dos días antes de la final y sus sesiones de entrenamiento atrajeron a unas 200 personas. Además, vendió un total de 13 000 boletos por una agencia de viajes oficial para evitar la reventa clandestina. Los jugadores no estaban nerviosos por el encuentro e incluso minutos antes del inicio estuvieron tomándose fotos y saludando a sus parejas en las gradas. Sin embargo, el cuerpo técnico infravaloró la gravedad de una lesión en el cuello del portero Jimmy Rimmer, el cual finalmente tuvo que ser reemplazado al principio del primer tiempo. Por el lado del Bayern, durante la semana previa se insinuó que Paul Breitner no pudiese disputar el partido por un desgarro muscular, pero finalmente jugó los noventa minutos.

### Resumen

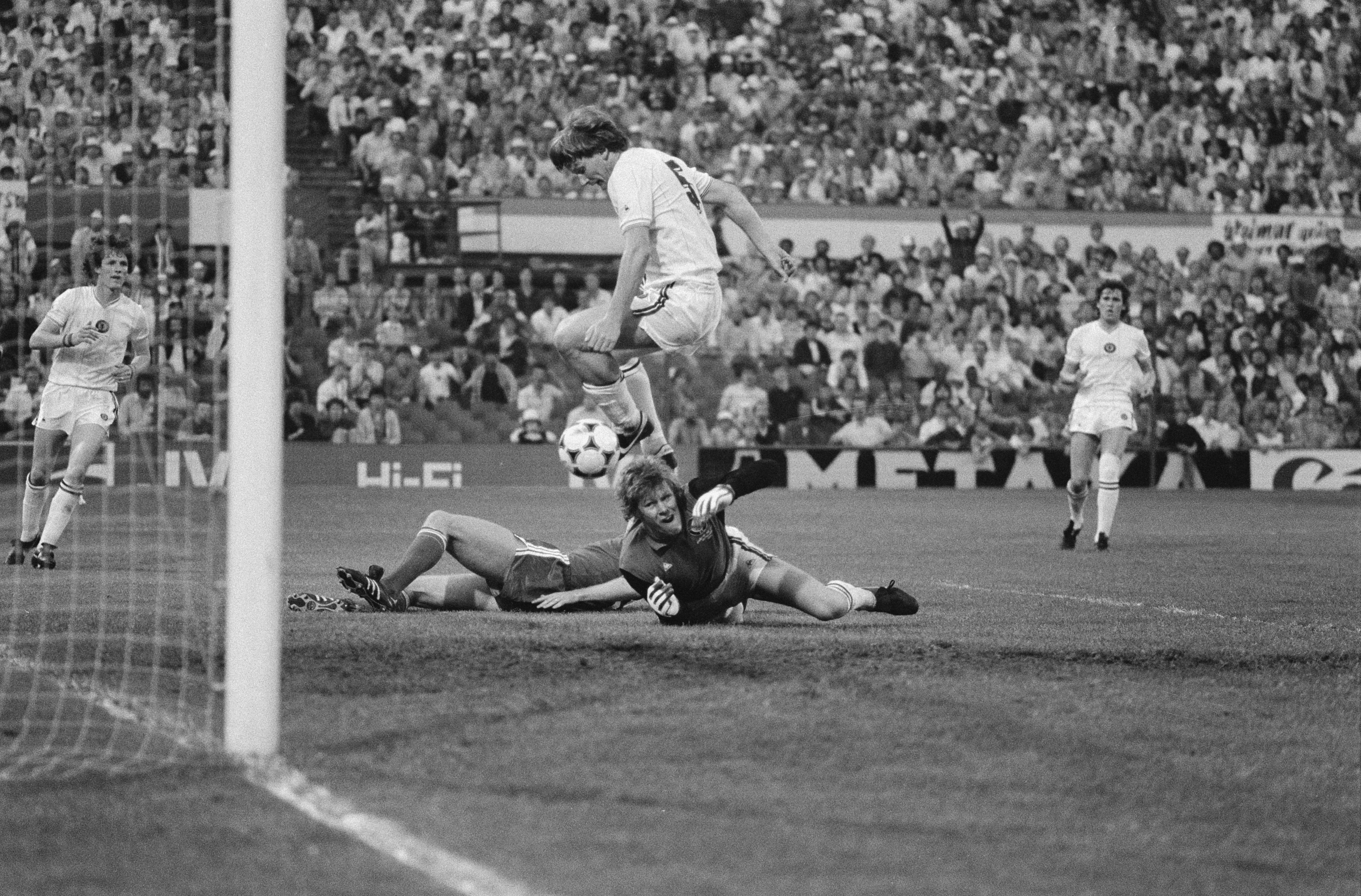
En la imagen, Nigel Spink tras detener un avance de Karl-Heinz Rummenigge. El joven portero de veintitrés años ingresó a los diez minutos y fue una de las figuras del compromiso.

Bayern dispuso un 4-4-2 en el campo, con Rummenigge y Dieter Hoeneß de principales referentes ofensivos. El Villa, por su parte, utilizó un 4-3-3, con un tridente en ataque comandado por Gary Shaw y asistido en las bandas por Tony Morley y Peter Withe.
En los primeros minutos no hubo un claro dominante, con ambos clubes probando las capacidades de su rival. Sin embargo, la primera media hora de juego se vio levemente a favor del equipo inglés, principalmente por el accionar de Morley y Withe. La primera opción del Villa llegó a los seis minutos con un cabezazo de Withe que pasó cerca del poste de Manfred Müller. A los nueve minutos, Jimmy Rimmer se resintió de una lesión en su cuello sufrida días antes y tuvo que ser reemplazado por un novel Nigel Spink, quien solo había disputado un partido oficial en el Boxing Day de 1979. A los quince minutos, un centro desde la izquierda de Morley casi se cola en la portería de Müller, que tuvo que reaccionar en dos tiempos. De allí en adelante, los esfuerzos del Villa se centraron principalmente en buscar a Withe, quien consiguió probar al arco tras superar a Hans Weiner, pero su tiro se fue por el lado derecho.
Recién a la media hora llegaron las primeras opciones alemanas. Bernd Dürnberger logró colarse por la banda izquierda tras superar la marca de Kenny Swain, por lo que decidió probar al arco y forzar la respuesta de Spink. Al minuto siguiente, Rummenigge avanzó por el mismo sector y realizó un tiro rasante también tapado por el portero. Luego, el mismo jugador recibió un centro de Breitner por la derecha e intentó marcar con una chilena, pero el disparo se fue por poco fuera. A los treinta y cinco, Breitner avanzó rápidamente por el mediocampo y, tras una serie de rebotes, el balón llegó a Hoeneß que, incómodo por la marca de Ken McNaught, remató algo desviado. En los últimos minutos el juego se volvió a diluir. A los treinta y ocho, Gary Williams avanzó por la banda derecha y, para evitar perder el balón ante Reinhold Mathy, realizó una tacleada que le valió la tarjeta amarilla. En la última jugada del primer tiempo, Rummenigge volvió a probar con un tiro rasante tras recibir un pase de taco, pero su tiro salió afuera.

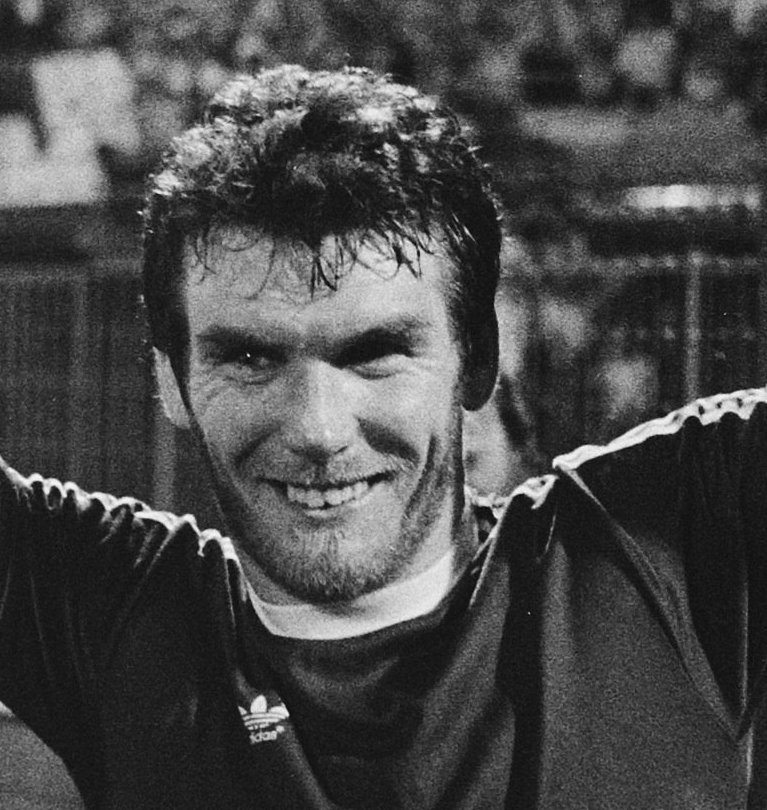
Peter Withe anotó a los setenta y siete minutos el único tanto del partido tras un centro de Tony Morley.

Solo seis minutos después de iniciado el segundo tiempo, el técnico Pál Csernai decidió reemplazar a Reinhold Mathy por Günter Güttler, en un cambio por jugadores de la misma posición. La sustitución mejoró el juego del Bayern y liberó a sus delanteros, por lo que el equipo alemán comenzó a generar más opciones de gol y dominar de manera unilateral el encuentro. Solo al minuto siguiente del cambio, Breitner probó de media distancia después de un rebote dado por un tiro libre que ejecutó él mismo. Luego, Klaus Augenthaler se aventuró por el campo del Villa, superó en defensa a Evans y consiguió disparar, pero su remate pasó muy desviado. A los cincuenta y nueve, el mismo Augenthaler se juntó con Breitner, quien dentro del área asistió a Dürnberger, cuyo remate forzó otra tapada de Spink. El vendaval del Bayern continuó, y a los sesenta y dos, otra vez Augenthaler pudo abrir el marcador con un cabezazo, pero Kenny Swain estuvo atento y desvió el balón antes que entrara a portería. Después, Dieter Hoeneß tuvo dos ocasiones más que no pudo concretar ya sea por acciones de la defensa o por el meta Spink.
Recién a los sesenta y cinco llegó el primer intento del Villa en la segunda parte por medio de Morley, quien disparó desde media distancia, pero cuyo remate pasó muy elevado. Esto resultó un aviso de lo que vendría después. Primero, Gary Shaw logró superar en el mediocampo del Bayern a Wolfgang Kraus para entregársela a Morley, quien realizó varias fintas a Hans Weiner y lanzó un centro rasante para que Peter Withe solo tuviera que empujarla y abriera el marcador. El equipo alemán resintió el gol y la calidad de sus embates empeoró, aunque contó con algunas opciones más en lo que restaba de tiempo. Villa, por su parte, mantuvo un juego ordenado para defender el resultado. A los setenta y ocho minutos, el técnico Csernai buscó aumentar su poderío con la entrada del delantero Kurt Niedermayer, pero en ese poco tiempo no resultó significativo. Casi al final del encuentro, Bayern logró emparejar las acciones con un remate de Hoeneß, pero el árbitro invalidó el tanto por fuera de juego. Al final el equipo inglés resistió el marcador y consiguió su primera Copa de Europa por 1-0.

### Alineaciones
| 1          | POR        | Jimmy Rimmer    | 9' |
| 2          | DEF        | Kenny Swain     |    |
| 4          | DEF        | Allan Evans     |    |
| 5          | DEF        | Ken McNaught    |    |
| 3          | DEF        | Gary Williams   |    |
| 7          | MED        | Des Bremner     |    |
| 10         | MED        | Gordon Cowans   |    |
| 6          | MED        | Dennis Mortimer |    |
| 8          | DEL        | Gary Shaw       |    |
| 11         | DEL        | Tony Morley     |    |
| 9          | DEL        | Peter Withe     |    |
| Entrenador | Entrenador | Tony Barton     |    |

| 1          | POR        | Manfred Müller        |     |
| 2          | DEF        | Wolfgang Dremmler     |     |
| 4          | DEF        | Hans Weiner           |     |
| 5          | DEF        | Klaus Augenthaler     |     |
| 3          | DEF        | Udo Horsmann          |     |
| 10         | MED        | Reinhold Mathy        | 51' |
| 8          | MED        | Paul Breitner         |     |
| 6          | MED        | Wolfgang Kraus        | 78' |
| 7          | MED        | Bernd Dürnberger      |     |
| 11         | DEL        | Karl-Heinz Rummenigge |     |
| 9          | DEL        | Dieter Hoeneß         |     |
| Entrenador | Entrenador | Pál Csernai           |     |

| 16 | POR | Nigel Spink | 9' |

| 16 | MED | Günther Güttler  | 51' |
| 13 | DEL | Kurt Niedermayer | 78' |

| Anotado | 67' | Peter Withe | 1-0 |

| Amonestado | 38' | Gary Williams |

| Árbitro | Georges Konrath |

| 1          | POR        | Jimmy Rimmer    | 9' |
| 2          | DEF        | Kenny Swain     |    |
| 4          | DEF        | Allan Evans     |    |
| 5          | DEF        | Ken McNaught    |    |
| 3          | DEF        | Gary Williams   |    |
| 7          | MED        | Des Bremner     |    |
| 10         | MED        | Gordon Cowans   |    |
| 6          | MED        | Dennis Mortimer |    |
| 8          | DEL        | Gary Shaw       |    |
| 11         | DEL        | Tony Morley     |    |
| 9          | DEL        | Peter Withe     |    |
| Entrenador | Entrenador | Tony Barton     |    |

| 1          | POR        | Manfred Müller        |     |
| 2          | DEF        | Wolfgang Dremmler     |     |
| 4          | DEF        | Hans Weiner           |     |
| 5          | DEF        | Klaus Augenthaler     |     |
| 3          | DEF        | Udo Horsmann          |     |
| 10         | MED        | Reinhold Mathy        | 51' |
| 8          | MED        | Paul Breitner         |     |
| 6          | MED        | Wolfgang Kraus        | 78' |
| 7          | MED        | Bernd Dürnberger      |     |
| 11         | DEL        | Karl-Heinz Rummenigge |     |
| 9          | DEL        | Dieter Hoeneß         |     |
| Entrenador | Entrenador | Pál Csernai           |     |

| 16 | POR | Nigel Spink | 9' |

| 16 | MED | Günther Güttler  | 51' |
| 13 | DEL | Kurt Niedermayer | 78' |

| Anotado | 67' | Peter Withe | 1-0 |

| Amonestado | 38' | Gary Williams |

| Árbitro | Georges Konrath |

|                                       |
| Bandera de Inglaterra                 |
| Campeón Aston Villa F. C. 1.er título |

## Reacciones tras el partido

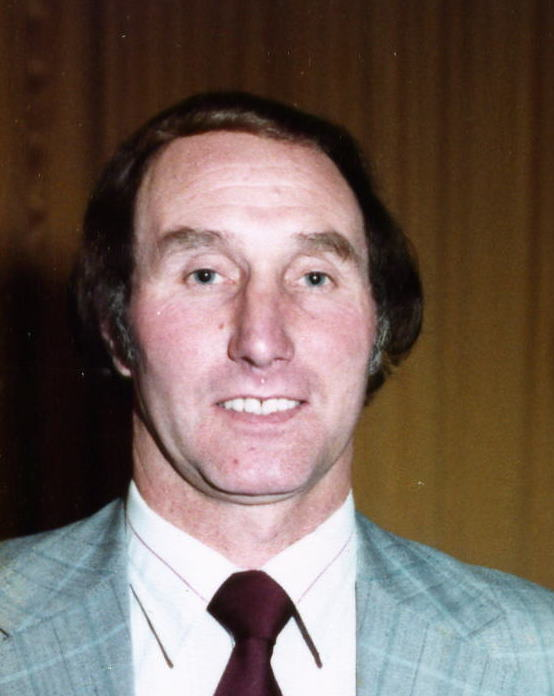
Tony Barton consiguió la Copa de Campeones de Europa luego de cincuenta y seis días de asumir la banca del Aston Villa. Se unió a Bob Paisley y Brian Clough como uno de los técnicos ingleses ganadores del torneo hasta ese momento.

El partido entregó un total de 2,4 millones de marcos alemanes para ambos clubes. El estadio neerlandés no alcanzó a llenarse con los 46 000 espectadores que hubo esa noche: sobraron aproximadamente 6000 asientos.
El triunfo del Aston Villa adelantó a los equipos ingleses en la tabla de países ganadores de la Copa de Campeones de Europa, con siete victorias de cuadros de ese país hasta ese momento: Manchester United (1968), Liverpool (1977, 1978 y 1981), Nottingham Forest (1979 y 1980) y el mencionado Villa lograron levantar el trofeo. Detrás se ubicó España con los seis títulos del Real Madrid e Italia con cuatro triunfos, repartidos equitativamente entre el Inter de Milán y el AC Milán. Tony Barton, con solo cincuenta y seis días en el cargo, se transformó en uno de los técnicos que más pronto han conseguido el máximo título continental europeo.
La prensa destacó la resistencia del Aston Villa frente a los ataques del cuadro bávaro, aunque en general encontraron que este último mereció haber ganado el encuentro. El País de España tituló su crónica: «El Aston Villa, injusto campeón de Europa». En ella resaltó la gran cantidad de opciones generadas por el Bayern, especialmente durante el segundo tiempo, que le debieron haber permitido el triunfo. Sin embargo, también mencionó que «en pocas ocasiones se ha demostrado con tanta evidencia que el marcador es el que hace los campeones». El Mundo Deportivo destacó el papel de equipo debutante de los ingleses y su capacidad para revertir los pronósticos previos. En Alemania no estuvieron felices con el resultado, especialmente por las opciones desperdiciadas. El diario TZ, de Múnich, tituló con grandes letras: «Mucha mala suerte: oportunidades tras oportunidades ¡pero perdimos 1-0!», mientras que Kicker mencionó que «Bayern pierde ante los británicos con mala suerte». Leon Hickman, en su reporte para el Birmingham Evening Mail, resumió el encuentro con lo siguiente: «Aston Villa, campeón de Europa. Estas cinco palabras dicen todo respecto a las cinco rondas ganadas en esta, la competencia de clubes más prestigiosa».
El técnico del Bayern resaltó sobre el Aston Villa que era un equipo «compacto en sus líneas y con entendimiento total entre ellas», además de enfatizar en la mala suerte que tuvieron para definir sus oportunidades. «Nosotros fallamos cuatro o cinco ocasiones claras. Ellos, en cambio, aprovecharon la única que tuvieron», concluyó. Los jugadores lamentaron la derrota, especialmente por las comparaciones que realizó la prensa con el equipo tricampeón de 1970. Klaus Augenthaler, uno de los mejores en el partido, mencionó que «no tuvimos suficiente determinación por un momento y perdimos el título». Rummenigge, por su parte, se molestó y dijo que «la gente todavía hablaba del antiguo gran Bayern. Nosotros queremos crear una nueva era». El equipo tuvo serias discrepancias con el entrenador, que criticó severamente el desempeño de los jóvenes Reinhold Mathy y Günther Güttler. El conflicto llegó al punto de que Csernai no se presentó en la ceremonia de recibimiento en Múnich al día siguiente, hecho por el cual el capitán Paul Breitner tuvo que pedir disculpas al alcalde de la ciudad. El entrenador húngaro dejó la institución al año siguiente.

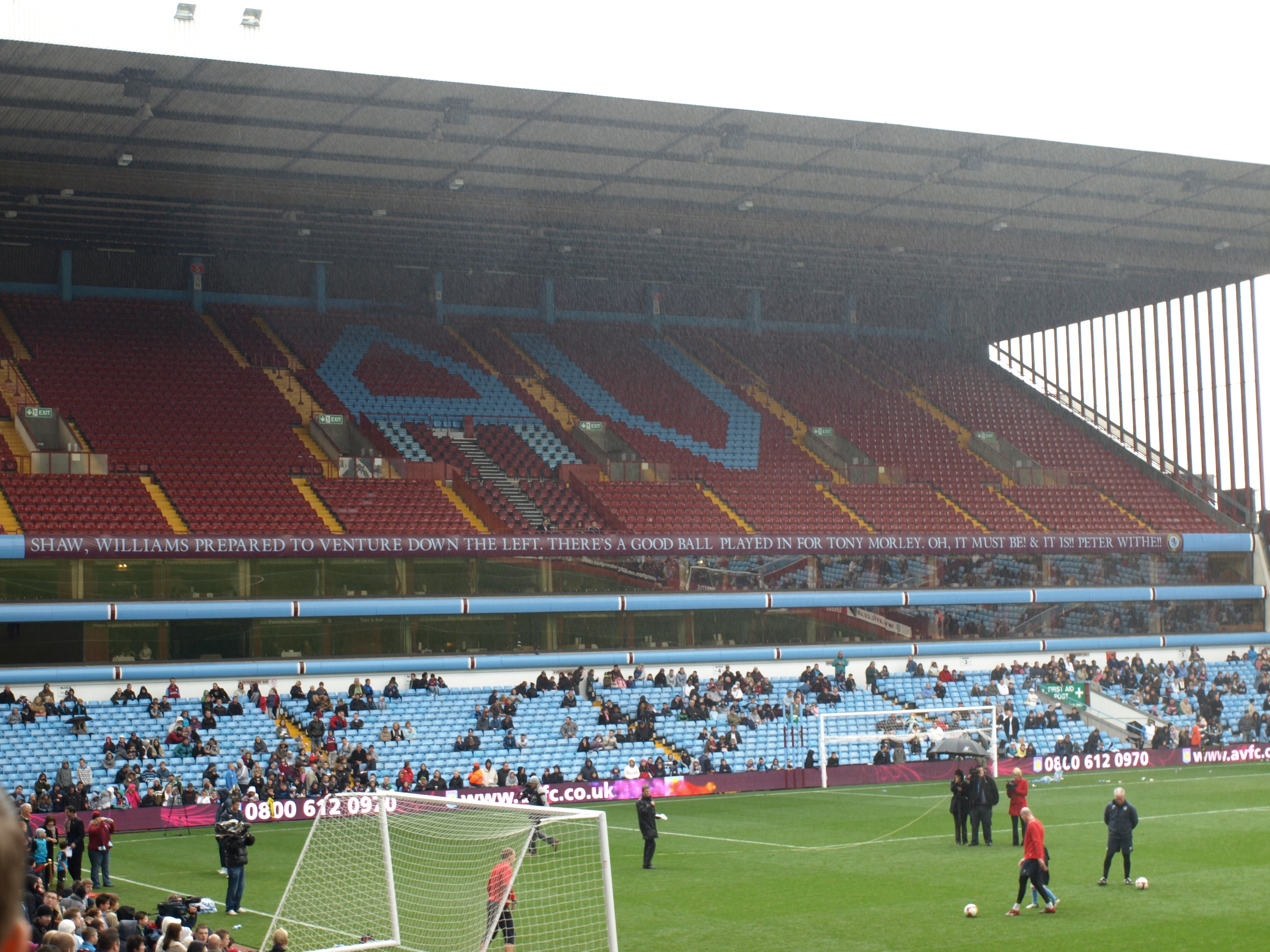
Gradería norte del Villa Park. En ella se puso una inscripción con el relato de Brian Moore del gol de Peter Withe en la final.

Respecto a su anotación, Peter Withe aclaró que tuvo algo de fortuna. «La pelota me botó mal y pensé, ¡concéntrate! Le pegué mitad con el tobillo, mitad con la espinilla, pegó en el palo y entró», dijo al respecto. El joven técnico Tony Barton destacó la labor del portero Nigel Spink y que pudieron superar las expectativas que tenían sobre el equipo. «Esta noche también salíamos de víctimas y, sin embargo, somos campeones», explicó.
Posterior a la obtención del título, el lateral Colin Gibson y Gordon Cowans decidieron llevar consigo el trofeo para que los fanáticos pudieran tomarse fotos con él. Pararon en el pub Fox Inn en Tamworth y luego de tomar algunos tragos y jugar a los dardos notaron que el trofeo había desaparecido. Adrian Reed, de 28 años, lo había tomado y llevado a su casa en Sheffield, tuvo una fiesta con sus amigos y en la madrugada decidió devolverlo a la policía, que no presentó cargos contra él. Además, los guardias de turno de la comisaría decidieron formar dos equipos y disputar su propia versión de la final.
En la gradería norte del Villa Park, el club decidió colocar una inscripción con el relato en ITV del comentarista deportivo Brian Moore del gol de Peter Withe en la final. En ella se puede leer «Shaw; Williams prepared to venture down left. There's a great ball played in for Tony Morley. It must be. It is! Peter Withe!».